# Ogulnius
Genre
Ogulnius est un genre d'araignées aranéomorphes de la famille des Theridiosomatidae.

## Distribution
Les espèces de ce genre se rencontrent en Amérique, en Asie de l'Est et en Asie du Sud-Est.

## Liste des espèces
Selon World Spider Catalog (version 18.5, 03/11/2017) :
- Ogulnius barbandrewsi Miller, Griswold & Yin, 2009
- Ogulnius clarus Keyserling, 1886
- Ogulnius cubanus Archer, 1958
- Ogulnius fulvus Bryant, 1945
- Ogulnius gertschi Archer, 1953
- Ogulnius gloriae (Petrunkevitch, 1930)
- Ogulnius hapalus Zhao & Li, 2012
- Ogulnius hayoti Lopez, 1994
- Ogulnius infumatus Simon, 1898
- Ogulnius laranka Dupérré & Tapia, 2017
- Ogulnius latus Bryant, 1948
- Ogulnius obscurus Keyserling, 1886
- Ogulnius obtectus O. Pickard-Cambridge, 1882
- Ogulnius paku Dupérré & Tapia, 2017
- Ogulnius pallisteri Archer, 1953
- Ogulnius pullus Bösenberg & Strand, 1906
- Ogulnius tetrabunus (Archer, 1965)
- Ogulnius yaginumai Brignoli, 1981

## Publication originale
- O. Pickard-Cambridge, 1882 : On new genera and species of Araneidea. Proceedings of the Zoological Society of London, vol. 1882, p. 423-442 (texte intégral).